# Урожайная (Брестская область)
Урожайная (бел. Ураджайная) — деревня в Ляховичском районе Брестской области Белоруссии, входит в состав Новосёлковского сельсовета. Население — 207 человек (2019).

## География
Урожайная находится в 5 км к северу от центра города Ляховичи. Рядом расположены деревни Тумаши и Божки. Через деревню проходит местная дорога Божки — Урожайная — Корени. Местность принадлежит бассейну Немана, через деревню течёт ручей, впадающий в реку Ведьма..

## История
История деревни связана с имением Вошковцы, известным с 1586 года, как шляхетская собственность. В 1838 году его приобрёл писатель и философ Флориан Бохвиц. После его смерти земельные владения были поделены между тремя сыновьями, основная часть имения Вошковцы досталась старшему сыну Роману. Последним владельцем имения был сын Романа Витольд.
Бохвицы жили в старинном деревянном доме, построенном ещё в XVII веке с применением деревянных гвоздей. При Бохвицах дом был несколько раз отремонтирован и перестроен. Усадебный дом был окружён пейзажным парком.
Согласно Рижскому мирному договору (1921) Вошковцы вошли в состав межвоенной Польши, с 1939 года — в БССР. В советский период деревня получила своё современное имя.
Главная достопримечательность деревни — деревянный усадебный дом XVII века постройки был утрачен в 2010 году, когда был разобран на дрова. Несколькими годами позже согрело и здание мельницы конца XIX века.

## Достопримечательности
- Бывшая усадьба Бохвицев. Уже в XXI веке утрачены усадебный дом и здание мельницы. От усадьбы сохранились лишь фрагменты парка.